# Податок Піґу
Пода́ток Пі́ґу, або пігувіа́нський пода́ток (англ. Pigouvian tax), — податок на економічну діяльність, яка генерує негативні побічні наслідки (наприклад, податок за забруднення довкілля) — податок (від імені англійського економіста Артура Сесіля Піґу, який вперше звернув увагу на зовнішні ефекти господарської діяльності), виплачуваний підприємством забруднювачем і рівний граничним зовнішнім витратам, які несуть ті, хто піддається зовнішнім наслідкам забруднень від даного підприємства. Таким чином, підприємство-забруднювач виявляється поінформованим про повні громадські (регіональні або глобальні) витрати його функціонування, а жертва забруднення отримує справедливе відшкодування за завдані збитки.
За наявності позитивних зовнішніх ефектів (тобто зовнішніх суспільних вигод, які отримує споживач і які не включені в ринкову ціну), вигоду отримують ті, хто не погоджувався брати участь у ринковій діяльності, і ринок може недовиробляти продукцію. Подібна логіка підказує створення пігулівської субсидії, щоб допомогти споживачам платити за суспільно корисні продукти і заохотити збільшення виробництва.

## Ресурси Інтернету
- Еколого-економічний словник  (рос.)
- Економічна цінність природи (рос.)
- Концепция общей экономической ценности природных благ  (рос.)
- Традиционные и косвенные методы оценки природных ресурсов(рос.)